# Guy Edwards
Pour les articles homonymes, voir Edwards.
Guy Richard Goronwy Edwards (QGM), né le 30 décembre 1942 à Macclesfield (Cheshire), est un pilote automobile britannique sur circuits, en monoplaces et voitures de sport (Sport-prototypes, puis Grand Tourisme et enfin Tourisme), devenu agent recruteur de pilotes grâce au sponsoring.

## Biographie

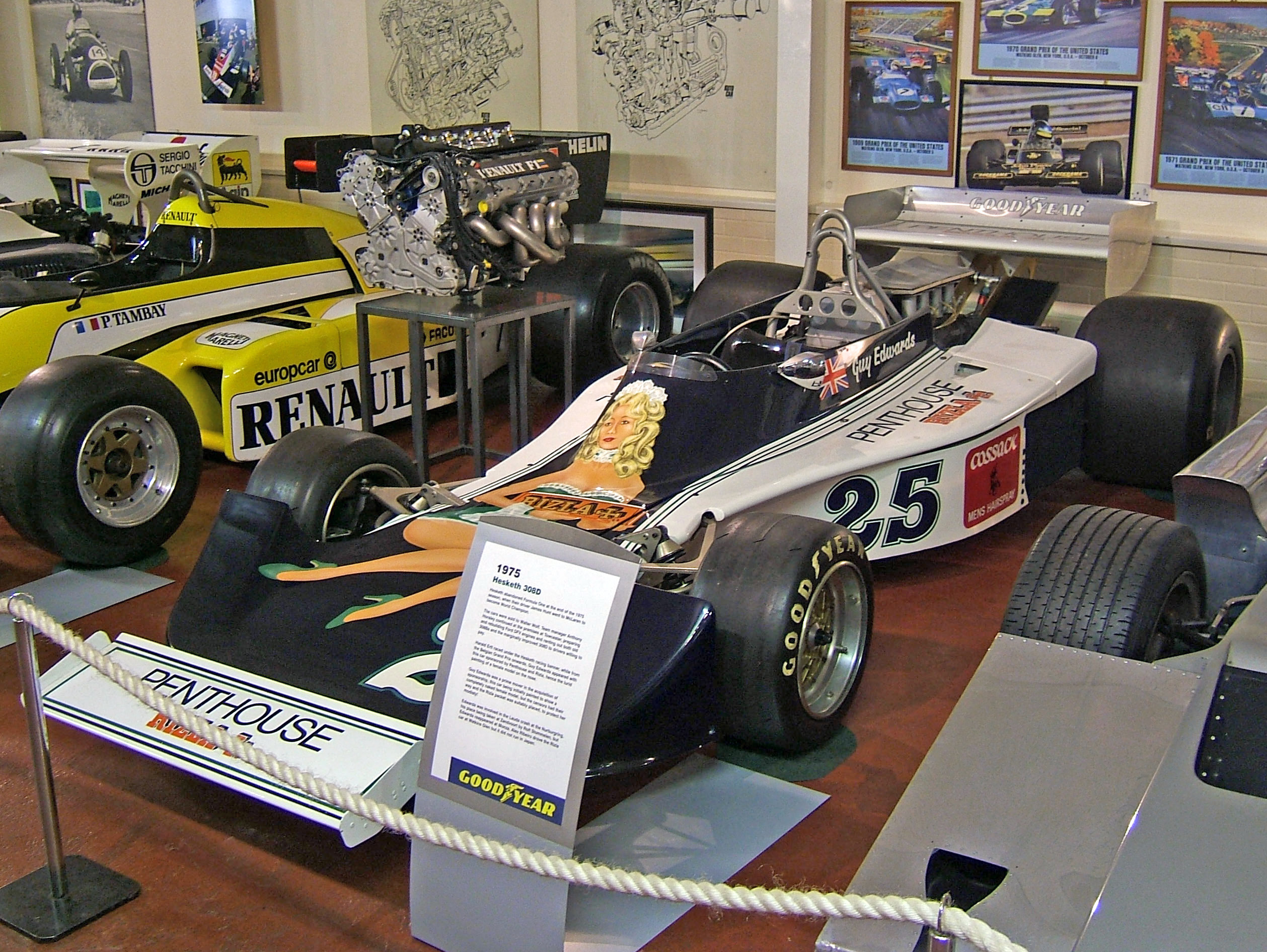
L'Hesketh 308D utilisée durant 4 courses de la saison 1976 de F1 par Edwards (en livrée du Penthouse Rizla Racing).

Sa carrière en course s'étale entre 1966 (sur Mini Marcos) et 1989 (dernières apparitions en Championnat britannique des voitures de tourisme).
En Formule 1 il participe aux championnats 1974 et 1976, finissant au mieux (en 1974) 7e du Grand Prix de Suède et 8e du Grand Prix de Monaco, sur Lola-Ford (11 courses disputées pour 17 tentatives). Avec Arturo Merzario, Brett Lunger et Harald Ertl, il participe au sauvetage de Niki Lauda lors du Grand Prix d'Allemagne 1976. Son fils Sean a participé aux scènes de Rush, un film de Ron Howard, en y incarnant son père dans la scène du sauvetage,.
Il dispute neuf éditions des 24 Heures du Mans entre 1971 et 1985, terminant quatrième en 1985 sur Porsche 956B avec David Hobbs et l'autrichien Jo Gartner (2e de catégorie IMSA en 1980 avec Paul père et fils, et 3e de catégorie S+2.0L en 1981).
Il participe aussi au BTCC en 1988 et 1989 (5 podiums, dont une deuxième place à Silverstone en 1988), concluant alors sa carrière de plus d'une vingtaine d'années (4e à la dernière étape 1989, disputée à Silverstone).
Son fils Sean est décédé lors d'un accident automobile au Queensland Raceway de Willowbank, le 15 octobre 2013.

## Palmarès

### Titres
- 2e des Shellsport International Series (en) (SIS) en 1977, sur March 751;
- 3e du championnat d'Europe 2 litre des voitures de sport en 1973, sur Lola T292;
- 3e du championnat British F5000 (européen) en 1975, sur Lola T332;
- 3e du championnat de Grande-Bretagne de Formule 1 en 1980, sur Arrows A1 (ou Aurora F1, et 4e en 1978);

### Victoires principales
- 1970: Coupes Benelux, sur Astra RNR2 (à Zandvoort);
- 1971: Nogaro International, sur Lola T212 (Championnat de France des circuits);
- 1972: Anglia TV Trophy, sur Lola T290 (à Snetterton, en BSCC - championnat britannique de voitures de sport);
- 1973: Trophée d'Auvergne, sur Lola T292;
- 1973 (Euro 2L.): Zeltweg (Osterreichring) (et 2e à Vallelunga et à Silverstone);
- 1976 (Shellsport): Oulton Park International Gold Cup (SIS, sur Brabham);
- 1977 (Shellsport): Snetterton, Thruxton et Brands Hatch (SIS, sur March 751);
- 1978: Oulton Park Formula 1 Trophy et Radio Victory Trophy (à Thruxton) (GBF1, sur March 781);
- 1979: Race of Champions (Brands Hatch) (en GBF1, sur Fittipaldi F5 -seule victoire de ce châssis dans le championnat);
- 1980: Oulton Park International Gold Cup et Anglia TV Trophy (à Snetterton) (en GBF1, sur Arrows A1);
- 1981: 6 Heures de Pergusa (XXe Coppa Florio), sur Lola T600 avec Emilio de Villota;
- 1981: 1 000 kilomètres de Brands Hatch, sur Lola T600 avec Emilio de Villota.

### Podiums notables
- 2e du Critérium du Nivernais Magny-Cours en 1971 sur Lola T212 (derrière Gérard Larrousse, championnat de France des circuits)[4].
- 2e du Critérium de Magny-Cours en 1973 sur Lola T292 (cette fois derrière Jean-Louis Lafosse, championnat de France des circuits);
- 2e en Euro 2L. à Brands Hatch en 1975, sur Lola T390;
- 2e du Donington International en 1980, sur Porsche 935 (du Kremer Racing);
- 3e des 1 000 kilomètres de Silverstone en 1984, avec Rupert Keegan sur Porsche 962;
- 3e des 1 000 kilomètres de Brands Hatch en 1984, avec Rupert Keegan et Thierry Boutsen sur Porsche 962.

## Résultats aux 24 heures du Mans
| Année | Équipe                       | Voiture            | Équipiers                         | Résultat |
| ----- | ---------------------------- | ------------------ | --------------------------------- | -------- |
| 1971  | Camel Filters Team Huron     | Lola T212          | Roger Enever                      | Abandon  |
| 1977  | Porsche Kremer Racing Team   | Porsche 935        | John Fitzpatrick Nick Faure       | Abandon  |
| 1978  | IBEC Racing Developments Ltd | Ibec Hesketh 308LM | Ian Grob                          | Abandon  |
| 1979  | March Racing                 | BMW M1             | Dieter Quester Ian Grob           | Nq.      |
| 1980  | JLP Racing                   | Porsche 935 K3     | John Paul Jr. John Paul Sr.       | 9e       |
| 1981  | Lola Cars                    | Lola T600          | Emilio de Villotta Juan Fernandez | 15e      |
| 1982  | Ultramar Team Lola           | Lola T610          | Rupert Keegan Nick Faure          | Abandon  |
| 1983  | John Fitzpatrick Racing      | Porsche 956        | John Fitzpatrick Rupert Keegan    | 5e       |
| 1984  | John Fitzpatrick Racing      | Porsche 956/962    | Rupert Keegan Roberto Moreno      | Abandon  |
| 1985  | John Fitzpatrick Racing      | Porsche 956B       | David Hobbs Jo Gartner            | 4e       |

## Distinction
- Médaille de la bravoure de la Reine ((QGM), pour avoir extirpé Niki Lauda de sa voiture en flamme en 1976.